# 提康德罗加级导弹巡洋舰

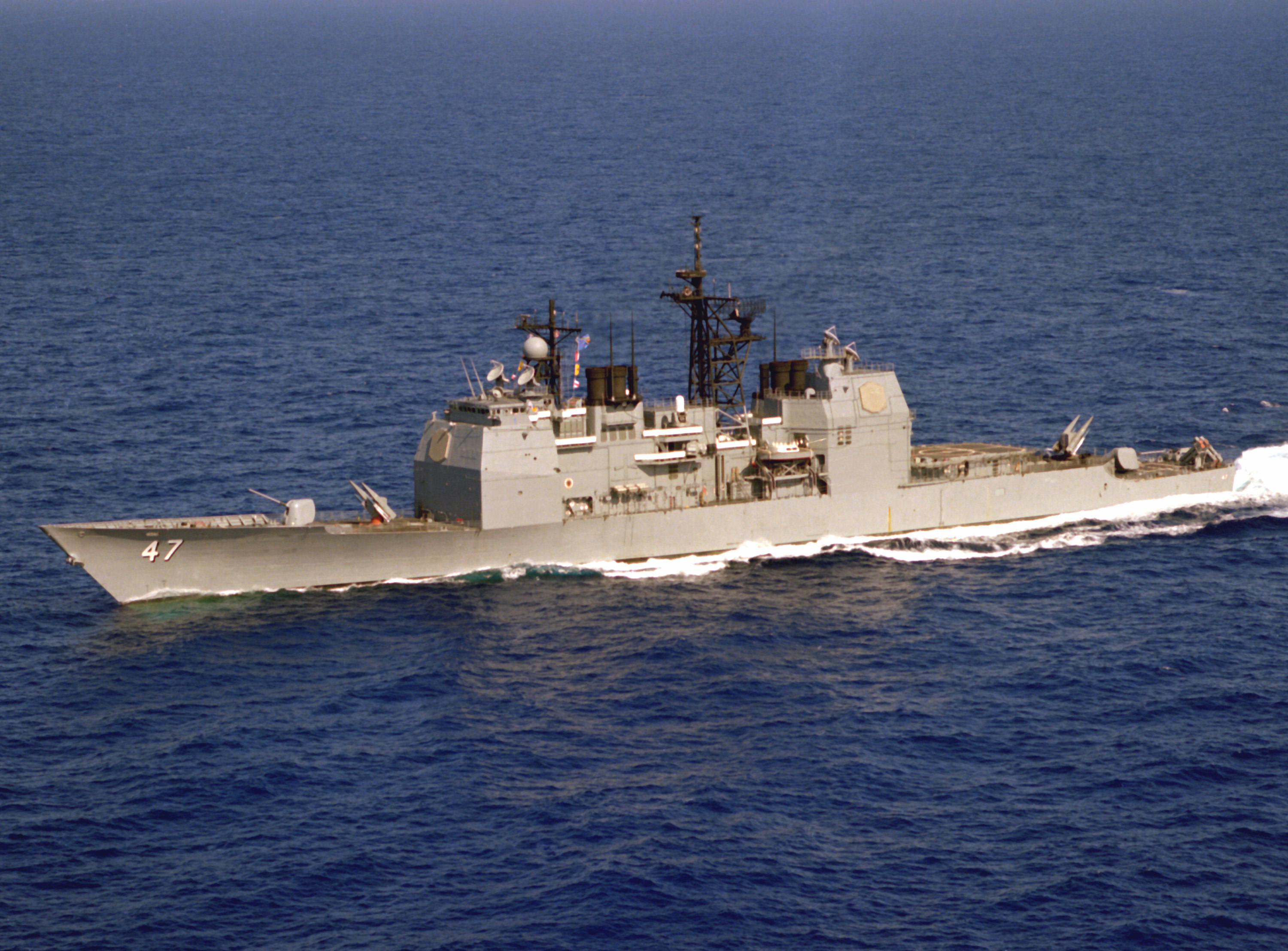
提康德羅加號(CG-47)，首五艘頭尾均有MK26雙臂飛彈發射器

提康德羅加級巡洋艦（英語：Ticonderoga-class cruiser）是美國海軍所屬第一種配備神盾（AEGIS）系統的导弹巡洋舰，其特色為配備以AN/SPY-1艦用相位陣列雷達為核心的整合式水面作戰系統（神盾巡洋艦）。提康德羅加級原本为飛彈驅逐艦（DDG），由于美国巡洋舰的陆续退役，1980年1月1日升級為飛彈巡洋艦（CG），成為美國海軍唯一的現役巡洋艦級。
美國海軍共建造27艘提康德羅加級巡洋艦，除了湯馬斯·S·蓋茨號之外，全部的艦名都是以美國歷史上著名的古戰場為名，且其中至少有12艘繼承第二次世界大戰時代的航空母艦艦名。
在美國海軍的作戰編制上，本級巡洋艦是作為航空母艦戰鬥群（CVBG）與兩棲戰備群的主要戰情指揮中心，主要任務是掃除來自空中敵軍戰機和反艦飛彈，以及為航空母艦或兩棲突擊艦提供保護。

## 歷史
美國海軍在二次世界大戰後期從對付日本神風特攻隊的經驗，以艦載機與艦砲組成多重防空網來保護艦隊，尤其是航空母艦的安全。然而，隨著德國在二戰末期開始使用反艦飛彈之後，艦砲已經無法滿足未來艦隊防空需要，因此必須發展新的系統。
1950年代，美國海軍開始佈署艦上防空飛彈系統：通稱為「3-T」系統的護島神（Talos）、韃靼（Tartar）與㹴犬（Terrier）飛彈。1960年代展開下一代艦用防空系統「颱風」（Typhon）的研發工作。早期的防空飛彈系統一次能夠對付的空中目標有限，這個數目與艦上的導引雷達數量有密切關聯，颱風系統採用電子掃描雷達天線技術，期望以新的技術提升可以同時接戰的目標數量。不過颱風系統的技術風險太高，加上預算的問題，發展計劃稍後被取消。
由於預期1980年代的蘇聯反航艦戰術是以飽和飛彈攻擊為基礎，傳統機械式旋轉雷達有限的資訊獲得速率及多重目標追蹤能力難以滿足此需求，神盾戰鬥系統因而出現。神盾戰鬥系統在艦體上裝設4面平面雷達天線，每個天線分別可涵蓋以艦橋（上層結構）為中心45度角的扇形範圍。其中的陣列雷達SPY-1有超過4,000個發射元件，可發射多道不同方向的雷達波束以捕獲目標。遭捕獲的目標則依事先預定的準則評估其威脅程度及接戰順序，並可選擇由電腦自動接戰或由戰管人員控制。而自聖哈辛托（CG-56）起，安裝SQQ-89（V）3 整合反潛套件，該套件結合SQS-53B艦首聲納、SQR-19拖曳陣列聲納即Mk 116 Mod 6射控系統。而在之後的船艦中，改採重量較輕且電磁波特性較好的SPY-1B陣列雷達，並以UKK-43B及UYK-44電腦取代原先的UYK-7/20電腦。
武裝方面，遠距離的目標主要由SM-2 MR中程標準二型飛彈負責。不同於過去需全程導引的飛彈，標準二型只需在飛行終段由照明雷達進行引導即可，而飛行前段和中段則可由自動駕駛儀來控制飛行方向至預設攔截點。照明系統採用4具Mk 80照明雷達供飛彈和系統使用，透過分時（time sharing）工作可同時導引12枚已發射飛彈接戰。艦砲為Mk 45 127公釐砲，可對23公里範圍的水面或陸上目標砲擊，然而因其Mk 86火炮射控系統（gun fire control systeam，GFCS）未配置能有效攻擊空中目標的SPG-60 照明雷達，並沒有防空能力。近距離反制部分，則是由艦上的電子反制措施和Mk 15方陣近迫武器系統負責。此外，自溫賽尼斯號飛彈巡洋艦開始安裝輔助著艦系統RAST（haul-down and traverse system）以起降LAMP III SH-60B海鷹直升機。
包括湯馬斯·S·蓋茨號在內的最早的前五艘提康德羅加級，裝備Mk 26雙懸臂式飛彈發射器，使其只能最多攜帶88枚飛彈且無法發射戰斧巡弋飛彈。從碉堡山號（CG-52）起的提康德羅加級升級改裝2個Mk41 Mod0垂直發射系統（Vertical Launching Systems，VLS），每一組Mk41可裝載61枚飛彈，總計122枚，可選用的彈種包括戰斧巡弋飛彈、標準三型防空飛彈、RUM-139 阿斯洛克反潛飛彈等，使該級艦能攜帶大量飛彈，且讓系統允許所有飛彈在短時間內完全鎖定多重目標，縮短戰艦的開火時間。
提康德羅加級的前五艘艦隻已在2004年到2006年除役。2006年，開始進行升級改裝22艘較新的本級艦（CG-52至CG-73）。

### 後續型
2001年，美國海軍提出建造18艘次世代巡洋艦CG(X)，其後改為19艘。2007年的重新評估中，建議把CG(X)分成兩級，其中14艘是護航巡洋艦，以朱姆沃爾特級驅逐艦為基礎，其餘5艘是彈道飛彈防衛艦。2010年，奥巴马總統宣布取消建艦預算，CG(X)項目因而中止。

## 實戰表現

### 兩伊戰爭
提康德羅加级諸艦中的文森尼斯號飛彈巡洋艦在1988年時曾發生誤擊伊朗航空655號班機的事件而聲名狼藉。由于雷達誤判信號，艦長認為該飛行物為伊朗空軍執行任務中的F-14雄猫式戰鬥機，這次事件造成290位平民罹难。文森斯号已于2005年退役。
同時美軍提康德羅加級巡洋艦也擔任護衛油輪船隊的任務，以防範伊朗F-4以及伊拉克轟-6、超級軍旗攻擊機、Tu-22M所發射的反艦飛彈無差別攻擊。

### 波斯灣戰爭
1991年美軍提康德羅加級巡洋艦首次對伊拉克實施戰斧飛彈攻擊，順利為航空母艦上的艦載機與駐紮在科威特及沙烏地阿拉伯的轟炸機清除伊軍的地面防空武力。

### 台海飛彈危機
1996年為了因應解放軍彈道飛彈可能對台灣造成的威脅，美軍派遣CG-52碉堡山號從日本南下開進台灣海峽，並發揮了神盾戰鬥系統的力量；最後美軍觀察到解放軍對台灣發射的飛彈的落點位於基隆與高雄外海。

## 事故

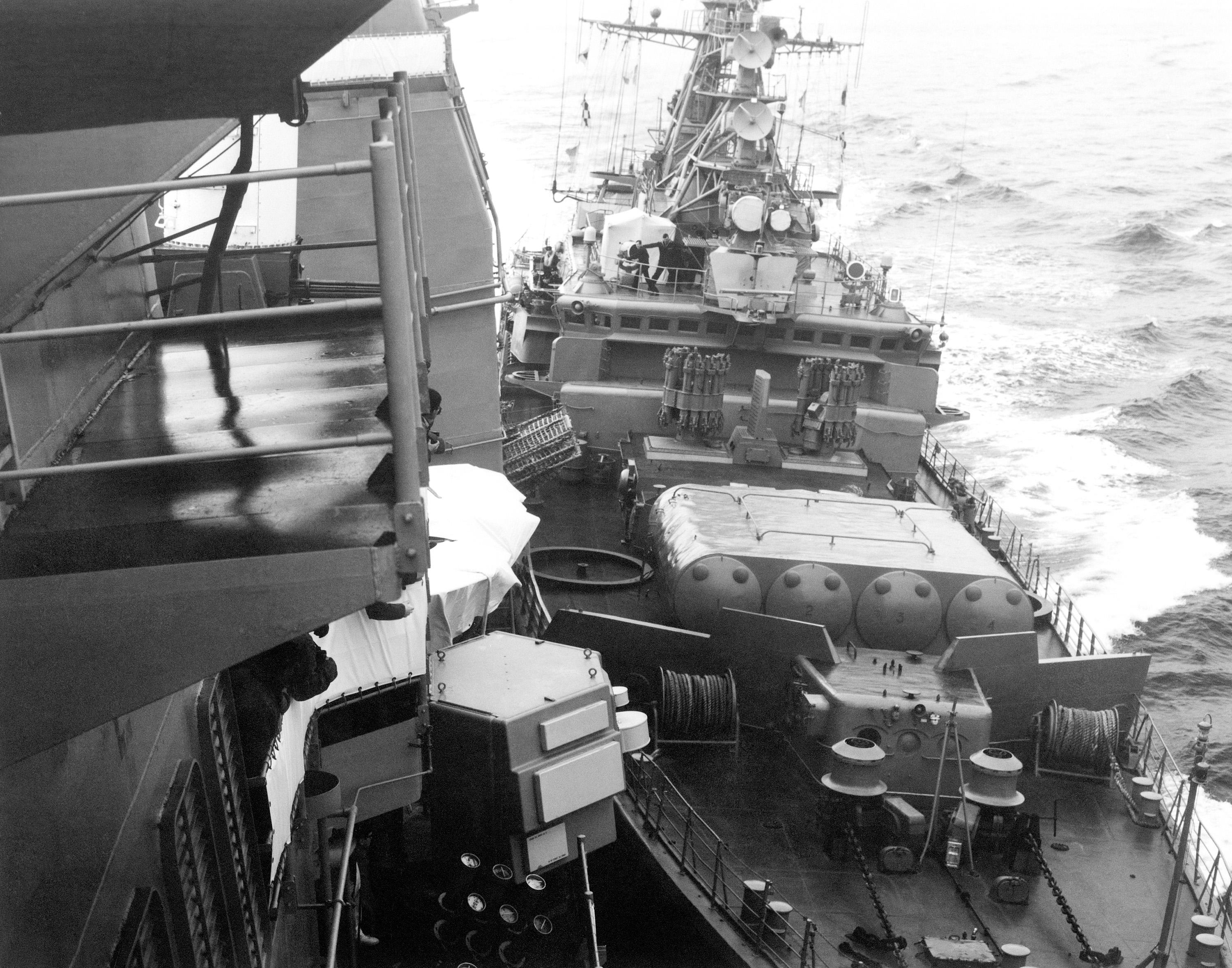
前蘇聯「別扎維特尼號」（BEZZAVETNY ，FFG 811)）巡防艦撞擊神盾艦約克鎮號

1988年美蘇海軍黑海相撞事件：蘇聯海軍黑海艦隊的风暴海燕级护卫舰（Krivak I class ）「別扎維特尼號」（BEZZAVETNY)以撞擊的方式，驅逐無害通過克里米亞半島南部領海的本级舰約克鎮號，當時美國艦艇行使自由通過蘇聯聲稱的12英里領海的權利。
2024年12月21日，在參與 繁荣卫士行动時， 蓋茨堡號誤擊一架正從哈瑞·S·杜魯門號航空母艦起飛的 VFA-11中隊的 F/A-18F戰鬥機。機上兩位飛行員及時跳傘逃生，一位飛行員在此意外中受輕傷。

## 同型艦
MK26雙臂飛彈發射器版本
| 艦名            | 艦名          | 舷號  | 造船廠         | 下水            | 就役           | 除役            | 狀態                                         | 官方 連結 |
| --------------- | ------------- | ----- | -------------- | --------------- | -------------- | --------------- | -------------------------------------------- | --------- |
| Ticonderoga     | 提康德羅加    | CG-47 | 英戈爾斯造船廠 | 1981年 4月25日  | 1983年 1月22日 | 2004年 9月30日  | 已自船籍名冊除名，2020年9月報廢拆除          |           |
| Yorktown        | 約克鎮        | CG-48 | 英戈爾斯造船廠 | 1983年 1月17日  | 1984年 7月4日  | 2004年 12月10日 | 已自船籍名冊除名，2022年9月報廢拆除          |           |
| Vincennes       | 文森尼斯      | CG-49 | 英戈爾斯造船廠 | 1984年 1月14日  | 1985年 7月6日  | 2005年 6月29日  | 已自船籍名冊除名，2010年11月報廢拆除         |           |
| Valley Forge    | 福治谷        | CG-50 | 英戈爾斯造船廠 | 1984年 6月23日  | 1986年 1月19日 | 2004年 8月30日  | 已自船籍名冊除名，2006年11月作為訓練靶艦擊沉 |           |
| Thomas S. Gates | 湯馬斯·S·蓋茨 | CG-51 | 巴斯鋼鐵廠     | 1985年 12月14日 | 1987年 8月22日 | 2005年 12月16日 | 已自船籍名冊除名，2017年7月報廢拆除          |           |

MK41垂直飛彈發射器版本
| 艦名            | 艦名                                                    | 舷號  | 造船廠         | 下水            | 就役            | 除役           | 母港                  | 狀態     | 官方 連結 |
| --------------- | ------------------------------------------------------- | ----- | -------------- | --------------- | --------------- | -------------- | --------------------- | -------- | --------- |
| Bunker Hill     | 碉堡山                                                  | CG-52 | 英戈爾斯造船廠 | 1985年 3月11日  | 1986年 9月20日  | 2023年 9月22日 | 加利福尼亞州 聖地牙哥 | 已除役   |           |
| Mobile Bay      | 莫比爾灣                                                | CG-53 | 英戈爾斯造船廠 | 1985年 8月22日  | 1987年 2月21日  | 2023年 8月10日 | 加利福尼亞州 聖地牙哥 | 已除役   |           |
| Antietam        | 安提頓                                                  | CG-54 | 英戈爾斯造船廠 | 1986年 2月14日  | 1987年 6月6日   | 2024年 9月27日 | 夏威夷州 珍珠港       | 已除役   |           |
| Leyte Gulf      | 雷伊泰灣                                                | CG-55 | 英戈爾斯造船廠 | 1986年 6月20日  | 1987年 9月26日  | 2024年 9月20日 | 維吉尼亞州 諾福克     | 已除役   |           |
| San Jacinto     | 聖哈辛托                                                | CG-56 | 英戈爾斯造船廠 | 1986年 11月14日 | 1988年 1月23日  | 2023年 9月15日 | 維吉尼亞州 諾福克     | 已除役   |           |
| Lake Champlain  | 尚普蘭湖                                                | CG-57 | 英戈爾斯造船廠 | 1987年 4月3日   | 1988年 8月12日  | 2023年 9月1日  | 加利福尼亞州 聖地牙哥 | 已除役   |           |
| Philippine Sea  | 菲律賓海                                                | CG-58 | 巴斯鋼鐵廠     | 1987年 7月12日  | 1989年 3月18日  | 預計 2025年    | 維吉尼亞州 諾福克     | 現役     |           |
| Princeton       | 普林斯頓                                                | CG-59 | 英戈爾斯造船廠 | 1987年 10月2日  | 1989年 2月11日  | 預計 2026年    | 加利福尼亞州 聖地牙哥 | 現役     |           |
| Normandy        | 諾曼第                                                  | CG-60 | 巴斯鋼鐵廠     | 1988年 3月19日  | 1989年 12月9日  | 預計 2025年    | 維吉尼亞州 諾福克     | 現役     |           |
| Monterey        | 蒙特利                                                  | CG-61 | 巴斯鋼鐵廠     | 1988年 10月23日 | 1990年 6月16日  | 2022年 9月16日 | 維吉尼亞州 諾福克     | 已除役   |           |
| Robert Smalls   | “罗伯特·斯莫斯”(原“錢斯勒斯維爾号”，2023年3月1日更现名) | CG-62 | 英戈爾斯造船廠 | 1988年 7月15日  | 1989年 11月4日  | 預計 2026年    | 日本 橫須賀           | 現役     |           |
| Cowpens         | 科本斯                                                  | CG-63 | 巴斯鋼鐵廠     | 1989年 3月11日  | 1991年 3月9日   | 2024年 8月27日 | 加利福尼亞州 聖地牙哥 | 已除役   |           |
| Gettysburg      | 蓋茨堡                                                  | CG-64 | 巴斯鋼鐵廠     | 1989年 7月22日  | 1991年 6月22日  | 預計 2029年    | 維吉尼亞州 諾福克     | 現役     |           |
| Chosin          | 长津                                                    | CG-65 | 英戈爾斯造船廠 | 1989年 9月1日   | 1991年 1月12日  | 預計 2029年    | 加利福尼亞州 聖地牙哥 | 現役     |           |
| Hué City        | 顺化市                                                  | CG-66 | 英戈爾斯造船廠 | 1990年 6月1日   | 1991年 9月14日  | 2022年 9月23日 | 佛羅里達州 梅波特     | 已除役   |           |
| Shiloh          | 夏洛                                                    | CG-67 | 巴斯鋼鐵廠     | 1990年 9月8日   | 1992年 7月18日  | 預計 2025年    | 夏威夷州 珍珠港       | 计划汰除 |           |
| Anzio           | 安濟奧                                                  | CG-68 | 英戈爾斯造船廠 | 1990年 11月2日  | 1992年 5月2日   | 2022年 9月22日 | 維吉尼亞州 諾福克     | 已除役   |           |
| Vicksburg       | 維克斯堡                                                | CG-69 | 英戈爾斯造船廠 | 1991年 8月2日   | 1992年 11月14日 | 2024年6月28日  | 維吉尼亞州 諾福克     | 已除役   |           |
| Lake Erie       | 伊利湖                                                  | CG-70 | 巴斯鋼鐵廠     | 1991年 7月13日  | 1993年 5月10日  | 預計 2025年    | 加利福尼亞州 聖地牙哥 | 現役     |           |
| Cape St. George | 聖喬治角                                                | CG-71 | 英戈爾斯造船廠 | 1992年 1月10日  | 1993年 6月12日  | 預計 2029年    | 加利福尼亞州 聖地牙哥 | 現役     |           |
| Vella Gulf      | 維拉灣                                                  | CG-72 | 英戈爾斯造船廠 | 1992年 6月13日  | 1993年 9月18日  | 2022年 8月4日  | 維吉尼亞州 諾福克     | 已除役   |           |
| Port Royal      | 皇家港                                                  | CG-73 | 英戈爾斯造船廠 | 1992年 11月20日 | 1994年 7月4日   | 2022年 9月29日 | 夏威夷州 珍珠港       | 已除役   |           |

## 流行文化
環太平洋2：起義時刻
哥吉拉大戰金剛